# Eresina conradti
Eresina conradti är en fjärilsart som beskrevs av Henry Stempffer 1956. Eresina conradti ingår i släktet Eresina och familjen juvelvingar. Inga underarter finns listade i Catalogue of Life.